# Nakládačka (Městečko South Park)
Nakládačka (v anglickém originále You Got F'd in the A) je čtvrtý díl osmé řady amerického animovaného televizního seriálu Městečko South Park.

## Děj
Skupina dětí z jiného města vyzvou Stana, Kyla, Kennyho a Cartmana, aby s nimi tančili v taneční soutěži. Stan jako jediný nabídku přijme a začne shánět další tanečníky, aby mu pomohli získat zpět jeho čest. Butterse zatím dožene jeho trauma. Kdysi dávno se mu při tanečním vystoupení zula bota, ta zasáhla reflektor, který zabil člověka v hledišti. Další reflektory začaly padat a zabíjely další diváky. Butters se ale nakonec přemůže a jde na vystoupení, kde soutěží Stan a další tanečníci. Tam se ale nakonec stane to samé, co se mu stalo při prvním vystoupení.